# Cristian Nemescu
Cristian Nemescu (ur. 31 marca 1979 w Bukareszcie; zm. 24 sierpnia 2006 tamże) – rumuński reżyser i scenarzysta filmowy. 

## Życiorys
Urodził się w Bukareszcie. Był synem kompozytora Octaviana Nemescu. W 2003 ukończył studia reżyserskie na Narodowym Uniwersytecie Sztuki Teatralnej i Filmowej im. I.L. Caragiale (UNATC) w Bukareszcie. Będąc na ostatnim roku studiów, Nemescu nakręcił krótkometrażowy film Opowieść z klatki C (2003), który zdobył wiele nagród i był nominowany do Europejskiej Nagrody Filmowej. Jego średniometrażowy film Marilena z P7 (2006) pokazano na 59. MFF w Cannes.
Swój największy sukces odniósł pośmiertnie satyryczną komedią o amerykańskiej interwencji na Bałkanach California Dreamin' (2007) z Armandem Assantem w roli głównej. Zdjęcia do filmu ukończono w lipcu 2006, w czasie śmierci reżysera obraz był w fazie postprodukcji. W 2007 nieukończony film wyróżniono nagrodą główną w sekcji "Un Certain Regard" na 60. MFF w Cannes.
Nemescu zginął w wieku 27 lat w wypadku samochodowym na moście Eroilor w Bukareszcie. Wraz z nim śmierć poniósł również dźwiękowiec Andrei Toncu. Jechali oni taksówką, w którą uderzył Porsche Cayenne, kierowany przez obywatela Wielkiej Brytanii. Sprawca wypadku przejechał na czerwonym świetle i przekroczył dopuszczalną prędkość o 63 km/h (jechał z prędkością 113 km/h). Rumuński sąd skazał kierowcę na 7 lat więzienia, które skrócono później do 6.